# Reinhold Nägele

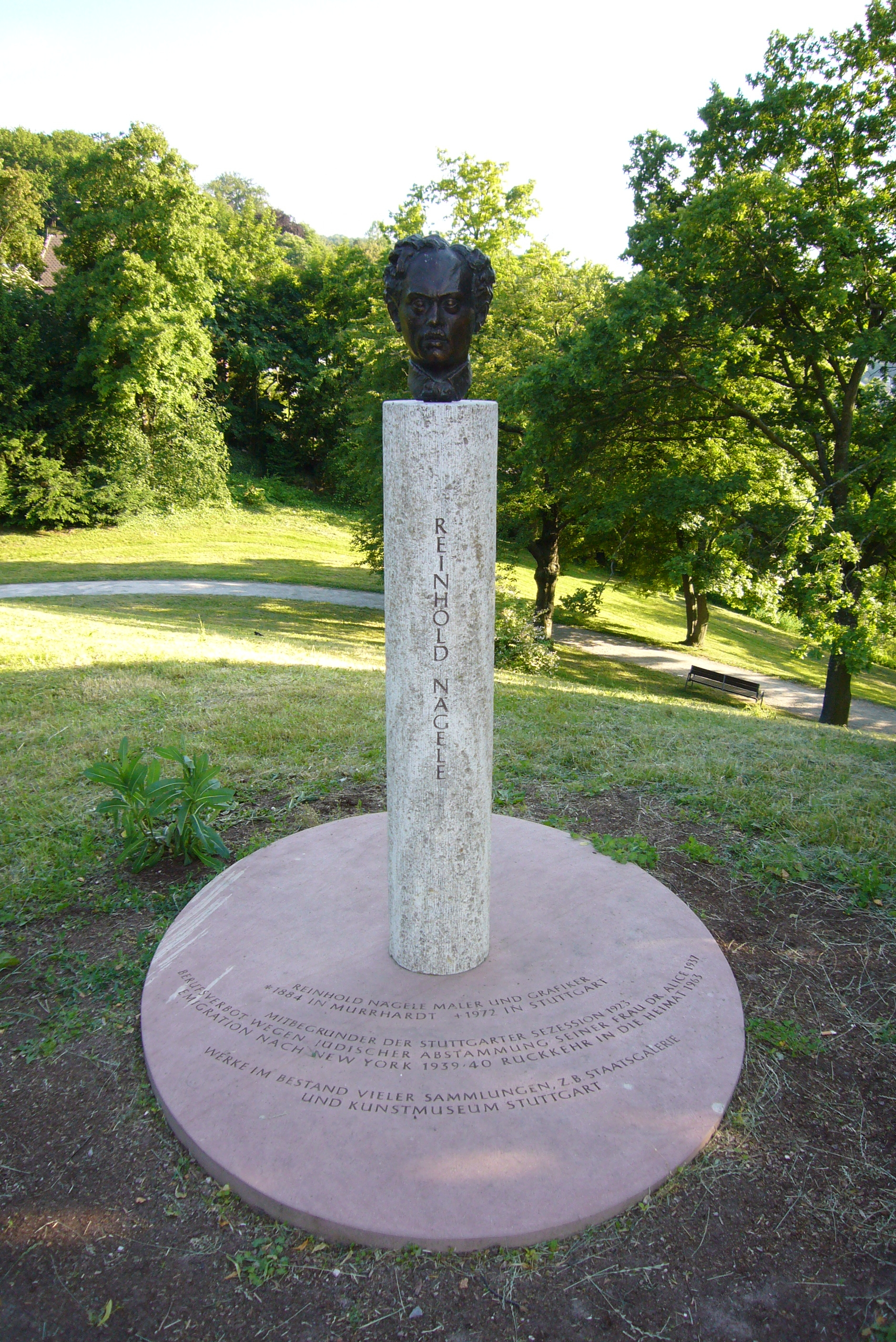
Büste Reinhold Nägele im Stuttgarter Weißenburgpark

Reinhold Nägele (* 17. August 1884 in Murrhardt; † 30. April 1972 in Stuttgart) war ein deutscher Maler und Grafiker. Er war der Vater des Geigers und Musikwissenschaftlers Philipp Otto Naegele. Thomas F. Naegele, der zweitälteste Sohn von Reinhold Nägele, lebt als Künstler in New York City.

## Leben
Reinhold Nägele ging als Jugendlicher bei seinem gleichnamigen Vater, einem Dekorationsmaler und Sohn des Murrhardter Schlossers und Abgeordneten Ferdinand Nägele, in die Lehre. Er war Schüler am Dillmann-Realgymnasium in Stuttgart. Danach besuchte er die Kunstgewerbeschule in Stuttgart. 1907/1908 wurden seine Werke in Berlin bei Paul Cassirer ausgestellt; dies verhalf ihm zu größerer Bekanntheit. Ein Stipendium ermöglichte ihm einen Studienaufenthalt in München (1910–1911). Zusammen mit seinem Künstlerfreund Jakob Wilhelm Fehrle erlernte er die Radiertechnik.
Während des Ersten Weltkriegs war er 1916 bei der Fliegerersatzabteilung (FEA 10) in Böblingen stationiert.

### Stuttgarter Zeit
Den Zugang zu gesellschaftlichen und künstlerischen Kreisen eröffnete dem jungen Maler die gefeierte Hofschauspielerin Anna Eichholz, mit der Nägele eine langjährige Beziehung hatte.
Am 23. Oktober 1921 heiratete Nägele Alice Nördlinger (* 25. Februar 1890 in Stuttgart; † 26. März 1961 in New York), eine Ärztin für Hautkrankheiten. Sie war jüdischer Herkunft und hatte ihre Praxis in Stuttgart. Das Paar hatte drei Söhne.
Nägele war dann 1923 einer der Mitbegründer der Stuttgarter Secession (der späteren Stuttgarter Neuen Sezession) und deren stellvertretender Leiter. In dieser Zeit freundete er sich mit dem Künstler Paul Kälberer an. Von 1931 an schloss er sich mit diesem und anderen (z. B. Wilhelm Geyer) in der Vereinigung Freunde schwäbischer Grafik zusammen, die 1937 offiziell aufgelöst wurde, nachdem sie sich weigerte, Nägele als „jüdisch versippten“ Künstler auszuschließen.

### Verfemung und Emigration
1937 erging ein Berufsverbot. Im gleichen Jahr wurde Nägele aus der Reichskammer der Bildenden Künste ausgeschlossen.
Nägeles jüdische Ehefrau Alice Nördlinger durfte bereits seit 1933 nicht mehr als Ärztin praktizieren. Nägele und seine Familie unterlag seitens der Nationalsozialisten einem weitgehenden Kontaktverbot. Nur wenige Künstler- und Stuttgarter Sezessionskollegen wie Georg Alfred Stockburger und Tell Geck hielten weiter Kontakt zur Familie Nägele.
1939 emigrierte Nägele mit Ehefrau und den drei Söhnen Caspar David, Thomas Ferdinand und Philip Otto auf Vermittlung seines Förderers, des Kunstmäzens Hugo Borst (kaufmännischer Direktor der Firma Robert Bosch, Stuttgart) und des von ihm eingeschalteten Robert Bosch über Paris und London nach New York City. Nägele war zur äußeren Emigration gezwungen, denn er wollte und konnte Frau und Kinder nicht durch eine Scheidung verraten. Seine Sezessionskollegen Stockburger und Geck dagegen, die als „entartete Künstler“ diffamiert wurden, gingen auf jeweils eigene Weise in die Innere Emigration und gaben ihr öffentliches Leben als bildende Künstler auf.

### Rückkehr nach Stuttgart
Nach dem Tod seiner Frau kehrte Nägele 1963 nach Deutschland zurück, wo er 1972 verstarb. Reinhold Nägele war Mitglied im Deutschen Künstlerbund.

## Werk
Nägele entwickelte die alte, anspruchsvolle Technik der Hinterglasmalerei zu seinem speziellen Bildmedium.
Bekannt wurde er vor allem durch seine Stadtansichten von Stuttgart, aber auch anderer Städte, und Darstellungen schwäbischer Landschaften, aber auch (Selbst-)Porträts und surreale Bilder. In den USA schuf er Stadtansichten wie Times Square New York (1953).
Das Kunstmuseum Stuttgart hat 116 Exponate des Œvres in seiner Sammlung. Einige seiner Bilder sind:
- 1909: Selbstbildnis
- 1924: Bauausstellung Stuttgart
- 1924: Abbrucharbeiten am alten Stuttgarter Bahnhof
- 1925: Straßenkampf
- 1926: Stuttgarter Bahnhofsvorplatz
- 1928: Weißenhofsiedlung Stuttgart bei Nacht
- 1930: Aussicht vom Bahnhofsturm auf die nächtliche Königstraße und Umgebung
- 1938: Stuttgart (vom Kriegsberg) bei Nacht

Weitere Werke befinden sich unter anderem in der Kunstsammlung der Stadt Murrhardt.

## Ehrungen

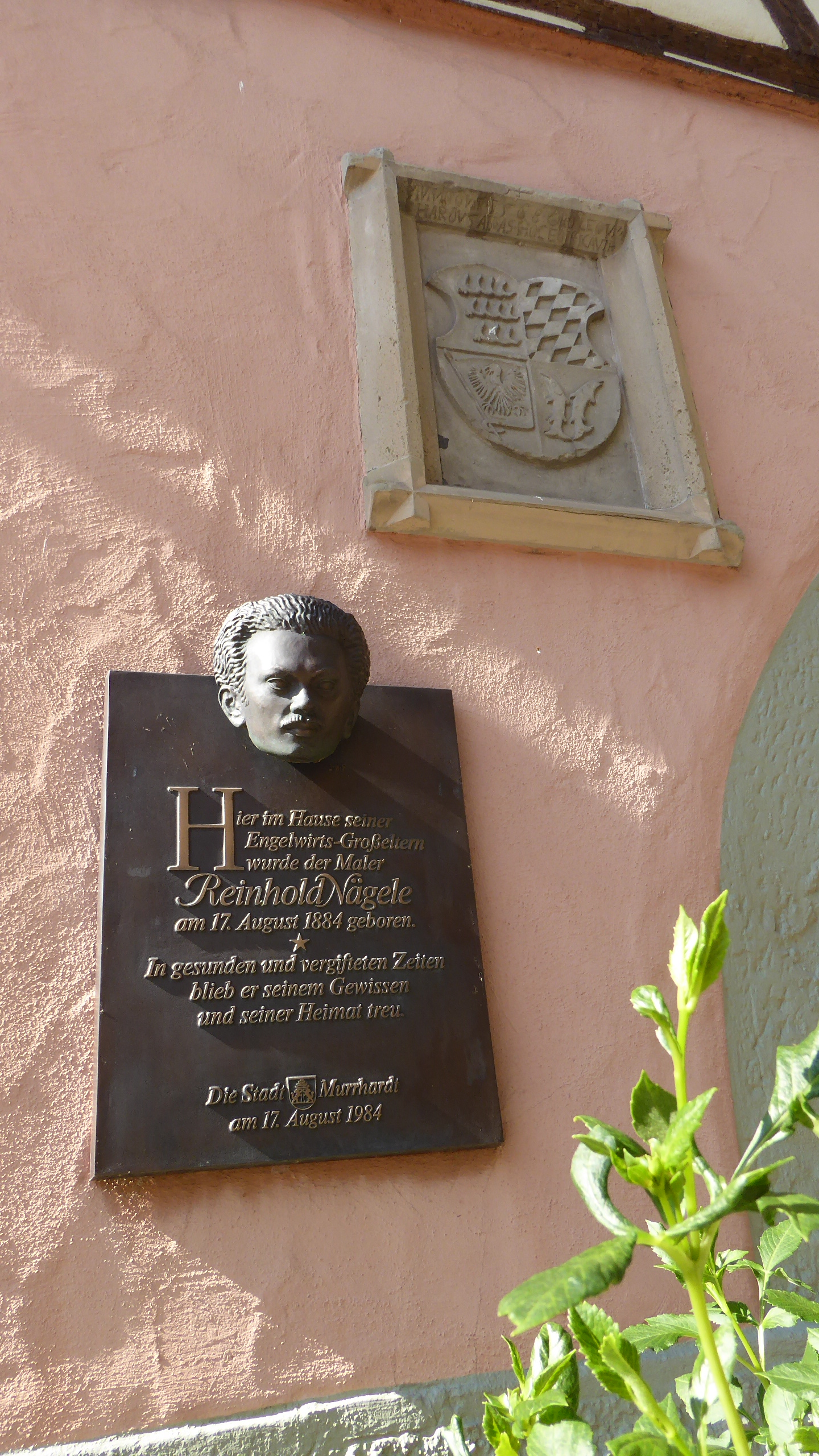
Gedenktafel zum 100-jährigen Geburtstag am Geburtshaus in Murrhardt

- Im Jahr 1952 wurde ihm der Professorentitel ehrenhalber durch das Kultusministerium Baden-Württemberg verliehen.
- Am 5. August 1960 wurde Reinhold Nägele die Ehrenbürgerschaft seiner Geburtsstadt Murrhardt verliehen.
- Am 26. November 1976 wurde in Weinstadt eine 1971 gegründete Realschule nach Reinhold Nägele benannt.[9]
- Am 6. Juni 2008 wurde im Weißenburgpark in Stuttgart eine Stele mit der Büste von Reinhold Nägele aufgestellt.[10]
- Am 16. Oktober 2010 wurde im Stuttgarter Stadtteil Killesberg eine Straße nach Reinhold Nägele benannt.

## Ausstellungen
- 27. Januar – 3. Juni 2018: Reinhold Nägele. Chronist der Moderne. Kunstmuseum Stuttgart.
- 14. April 2022 – 19. Juni 2022: Reinhold Nägele Sonderausstellung zum 50. Todestag. Württemberg-Haus Weinstadt-Beutelsbach.